# Parades (Efterklang-album)
Parades er et album fra Efterklang.
- Udgivet af: The Leaf Label og Rumraket

- Releasedato: 15. oktober 2007

## Spor
1. Polygyne
2. Mirador
3. Him Poe Poe
4. Horseback Tenors
5. Mimeo
6. Frida Found a Friend
7. Maison de Réflexion
8. Blowing Lungs Like Bubbles
9. Caravan
10. Illuminant
11. Cutting Ice to Snow

## Modtagelse
GAFFA gav albummet fem ud af seks stjerner.